# Божественный пёс
«Божественный пёс» (англ. Oh, Heavenly Dog!) — американский художественный фильм 1980 года, комедия, снятая режиссёром Джо Кэмпа на киностудии 20th Century Fox. Главные роли в этом фильме исполнили Чеви Чейз, Омар Шариф и Джейн Сеймур. В фильме также снялся пёс Хиггинс (англ. Higgins), который исполнил в фильме роль пса Бенджи.

## Сюжет
Браунинг — частный детектив, которому однажды поступает заказ — расследовать один странный случай со смертью девушки. Браунинг отправляется в Лондон, чтобы выяснить обстоятельства смерти, но возле тела девушки его убивают ножом в спину.
Детектив оказывается на Небесах, где его должны определить в рай или ад. Но сделать это они никак не могут, Браунинг сделал примерно равное количество добра и зла. Для того, чтобы как-то разрешить ситуацию, детективу дают последний шанс — он должен расследовать собственное убийство.
Браунинга отправляют обратно на Землю, только в образе собаки — пса Бенджи. Теперь он собака милой корреспондентки Джеки, которая ему очень нравится и за которой он не прочь поухаживать. Бенджи распутывает дело с убийством и всячески уберегает от опасностей Джеки.

## В ролях
- Чеви Чейз — Браунинг
- Джейн Сеймур — Джеки
- Омар Шариф — Барт
- Роберт Морли — Берни
- Стюарт Джермейн — Хиггинс
- пёс Хиггинс — Бенджи / Браунинг (в титрах указан как Бенджи)
- Алан Сьюз — Фредди
- Джон Страйд — Алистер Бекет
- Доннелли Роудс — Монтанеро